# Marie-Christine Lê-Huu
Marie-Christine Lê-Huu est une actrice et écrivaine québécoise, née à Québec en 1970.

## Biographie
Elle naît à Québec en 1970 d'un père vietnamien et d'une mère québécoise. Elle est diplômée du Conservatoire d'art dramatique de Québec en 1992. Elle est codirectrice artistique du Théâtre Les Moutons noirs, une compagnie de théâtre de création fondée en 1992 avec Normand Daneau. Elle fonde en 1995 une troupe de théâtre pour marionnettes, Pupulus Mordicus, avec entre autres Pierre Robitaille. 
Après avoir joué pendant plus de cinq ans dans Cornemuse, elle joue dans Toc toc toc. Elle prend par la suite la direction artistique d'une compagnie de marionnette, le Théâtre de l'Avant Pays pour laquelle elle écrit et met en scène de nombreuses pièces dont Le Voyage et Ma mère est un poisson rouge.

## Œuvres
- 1990 : La Lointaine Espagne
- 1995 : Faust, pantin du Diable
- 1996 : Thanatos (écriture collective)
- 1997 : Les Enrobantes, cabaret décolleté pour psychanalyste plongeant
- 1998 : Éros
- 2005 : Jouliks
- 2007 : Une forêt dans la tête
- 2009 : Le Voyage
- 2012 : Je pense à Yu
- 2013 : Ma mère est un poisson rouge

## Filmographie
- 1994 : La Ribambelle : Minty
- 1995 : 4 et demi... : Kim Nguyen
- 1997 : Le Polygraphe : Marie-Claire
- 1999 : Cornemuse : Tibor
- 2007 : Toc toc toc : Alia
- 2009 : Les Mots Gelés : présentatrice météo
- 2016 : Ruptures : Me Philippe

## Honneurs
- 1989 : Prix littéraires Radio-Canada
- 1991 : Concours d'œuvres dramatiques radiophoniques de Radio-Canada
- 1996 : Nomination pour un Masque, Faust, pantin du diable
- 1999 : Masque de la meilleure production, Les Enrobantes
- 2005 : Nomination pour le Prix du Gouverneur général,
- 2006 : Prix Sony Labou Tansi pour Jouliks
- 2010 : Nomination aux Gala Artis dans la catégorie jeunesse